# Derby Museum and Art Gallery
Il Derby Museum and Art Gallery è stato fondato nel 1879, insieme alla Derby Central Library, in un nuovo edificio progettato da Richard Knill Freeman e donato alla città di Derby da Michael Thomas Bass. La collezione comprende un'esposizione dei dipinti di Joseph Wright of Derby, un'ampia mostra di ceramiche della Royal Crown Derby oltre ad altre porcellane di Derby e della zona circostante. Sono anche esposti pezzi di archeologia, storia naturale, geologia e collezioni militari. La Galleria d'arte è aperta dal 1882.

## Storia
L'origine del museo si può rintracciare nella formazione della Derby Town and County Museum and Natural History Society il 10 febbraio 1836. La società, ospitata da Full Street Public Baths, era un'associazione privata finanziata dalle sottoscrizioni dei suoi soci e le sue collezioni ebbero origini inizialmente dalle donazioni del dottor Forrester, presidente della Derby Philosophical Society e del colonnello George Gawler, che contribuì con una raccolta di minerali e di uccelli impagliati esotici (tra cui un albatross messa insieme ai tempi in cui era come governatore dell'Australia Meridionale. Il patrono della nuova associazione fu William Cavendish, VI duca di Devonshire, ed il presidente era Sir George Harpur Crewe che era un appassionato naturalista. Nel 1839 ci fu una grande mostra presso l'Istituto di Meccanica di molti oggetti, compresa la collezione del filantropo Joseph Strutt, che sarebbero entrati poi nel patrimonio del Museo. L'Associazione si trasferì nel 1840 all'Atheneum in Victoria Street. La collezione crebbe nel 1856 e ci fu la prima proposta di incorporarla nel patrimonio cittadino da parte del segretario William Mundy, ma l'offerta fu respinta.
Nel 1857 Llewellyn Jewitt divenne segretario ed il museo fu aperto al pubblico ogni sabato mattina. Nel 1858 la Derby Philosophical Society si trasferì in una casa sul Wardwick a Derby e si fuse in quella che prese il nome di Derby Town and County Museum and the Natural History Society. Questa azione comprese anche la condivisione della biblioteca della Society composta da 4.000 volumi, d'ambito matematico e scientifico e la sua collezione di fossili. Nel 1863 il botanico Alexander Croall fu nominato primo bibliotecario e curatore e l'anno successivo il museo e la biblioteca furono riunite insieme. Croall lasciò nel 1875 per diventare il curatore dello Smith Institute in Stirling.
Il Derby Town and County Museum è stato infine trasferito nella proprietà della Derby Corporation nel 1870, ma ci furono difficoltà a trovare uno spazio per esporre le collezioni. Dopo aver collocato tutti i manufatti in magazzino per tre anni, il museo fu infine aperto al pubblico il 28 giugno 1879. La Galleria d'Arte fu inaugurata nel 1882 e nel 1883 il museo ebbe anche l'energia elettrica per la nuova illuminazione.
Nel 1936 al museo è stato donata una significativa raccolta di dipinti di Alfred Goodey che per cinquant'anni aveva collezionato quadri e fotografie di Derby. Alla sua morte nel 1945 lasciò anche 13.000 sterline per costruire un ampliamento del museo. L'estensione, che oggi ospita il museo, è stata completata nel 1964. Ristrutturazione di parti di entrambi gli edifici, quelli vecchi e quelli nuovi, sono stati effettuati nel biennio 2010-2011.

## Derby, Joseph Wright ed i legami con l'Illuminismo

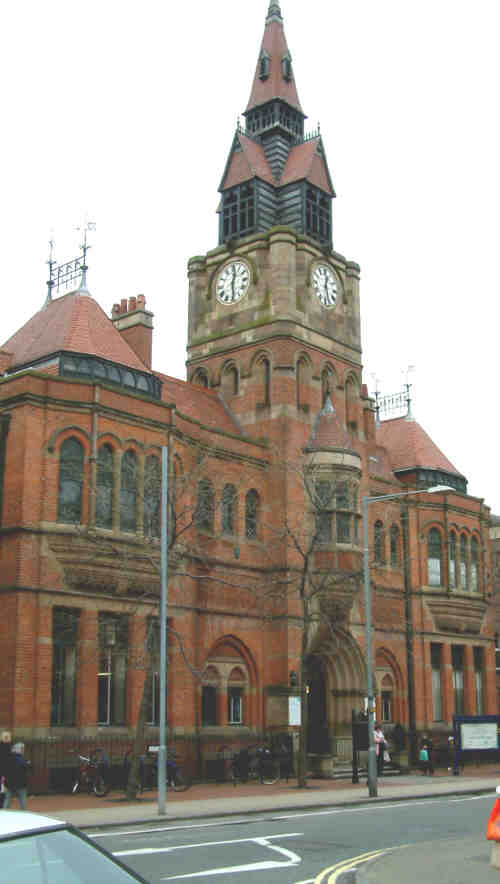
Del 1876 edificio ospita la Derby Central Library ma oggi la linea divisoria con gli edifici più nuovi varia

Derby ha avuto un importante ruolo nel XVIII secolo per l'Illuminismo, un periodo in cui la scienza e la filosofia cambiarono la visione del mondo. Ci furono molti filoni nell'Illuminismo, tra cui l'“Illuminismo scozzese” in gran parte filosofico perché incentrato sul pensiero del filosofo David Hume, ed uno più politico, che diede avvio a quei cambiamenti politici che culminarono nella Rivoluzione francese; le Midlands furono invece una zona in cui molti personaggi chiave dell'industria e della scienza vennero ad incontrarsi. La famosa Lunar Society includeva Erasmus Darwin, Matthew Boulton, Joseph Priestley e Josiah Wedgwood e Benjamin Franklin come corrispondente dall'America Erasmus Darwin, nonno di Charles Darwin diede origine alla Derby Philosophical Society quando si trasferì a Derby nel 1783; questa società contribuì a fondare la prima biblioteca a Derby.

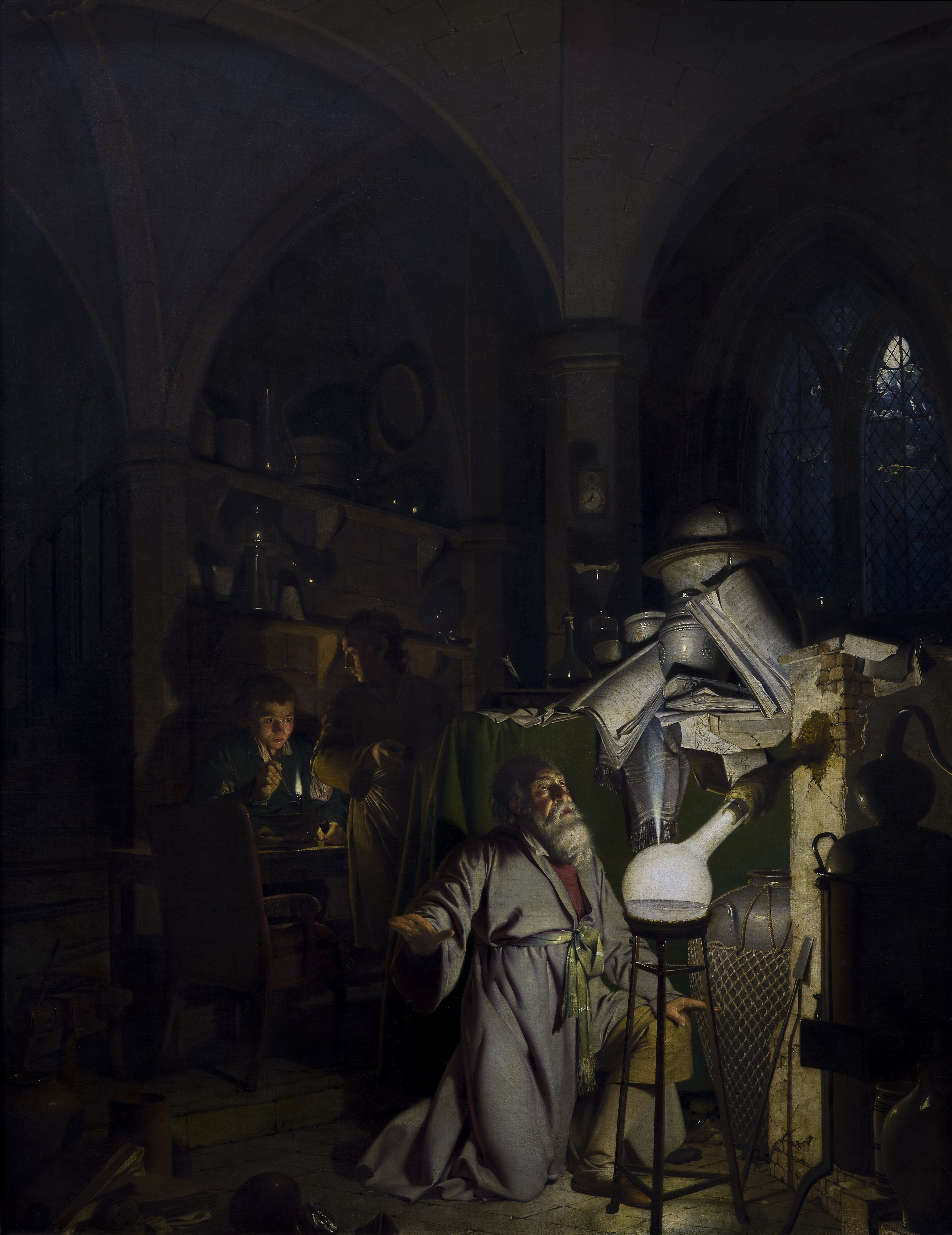
L'alchimista in cerca della pietra filosofale, 1771

Alcuni dei dipinti di Joseph Wright of Derby, che si distinse per il suo uso delle luci e delle ombre, raffigurano membri della Lunar Society: il Derby Museum possiede più di 300 disegni del pittore, 34 dipinti ad olio e vari documenti. Tra questi il museo possiede L'alchimista scopre il fosforo (1771) che raffigura la scoperta del fosforo da parte dell'alchimista tedesco Hennig Brand nel 1669. Un'ampolla che contiene una grande quantità di urina viene bollita ed il fosforo, che vi è abbondante, si infiamma spontaneamente nell'aria sprigionando una gran luce.

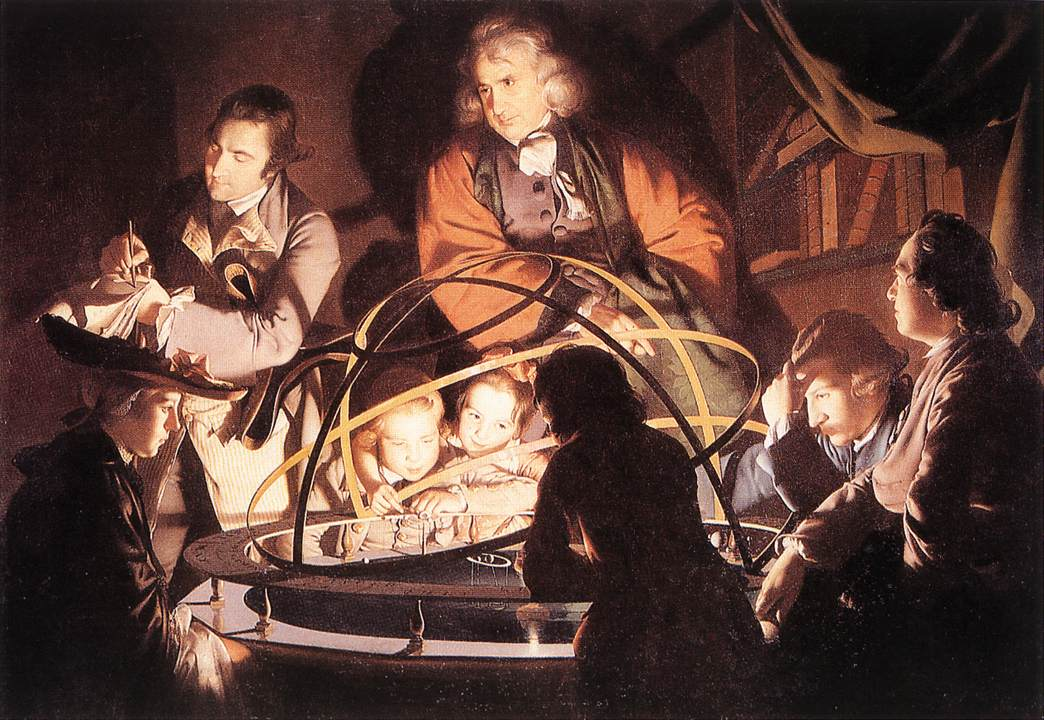
Filosofo tiene una lezione sul planetario, di Joseph Wright, 1766

Nel Filosofo tiene una lezione sul planetario è raffigurata un primitivo meccanismo per dimostrare il movimento dei pianeti intorno al sole, e un vero planetario è oggi in mostra al centro della galleria proprio di fronte al dipinto. Lo scienziato scozzese, astronomo e docente James Ferguson aveva tenuto nel luglio 1762, pochi anni prima della creazione del dipinto, una serie di conferenze a Derby basate sul suo libro Lectures on Select Subjects in Mechanics, Hydrostatics, Pneumatics, Optics &c pubblicato nel 1760; al fine di illustrare le sue lezioni impiegò diverse macchine, modelli e strumenti. Wright forse partecipò alle lezioni di Ferguson, tanto più che i biglietti per l'evento erano resi disponibili da John Whitehurst, suo stretto vicino, orologiaio e scienziato. L'artista avrebbe anche potuto attingere dalle conoscenze di Whitehurst per scoprire qualcosa in più sul planetario e sul suo funzionamento.
Questi dipinti di fatto sono ritenuti avere anche un significato metaforico: l'esplosione della luce del fosforo di fronte ad una figura in posizione orante rappresenta il passaggio problematico dalla fede alla conoscenza scientifica, mentre le varie espressioni delle persone intorno all'uccello nella pompa pneumatica sono da attribuire alla preoccupazione per la possibile disumanità della prossima era della scienza.
Circa dieci anni dopo gli scienziati di tutto il mondo si troverebbero perseguitati, o addirittura messi a morte in reazione alla rivoluzione francese del 1789, a sua volta il culmine del pensiero illuminista. Joseph Priestley, membro della Lunar Society e scopritore dell'ossigeno sarebbe fuggito dalla Gran Bretagna dopo che il suo laboratorio di Birmingham fu devastato e la sua casa bruciata negli scontri di Birmingham del 1791 da una folla che contestava apertamente il suo sostegno alla Rivoluzione francese; Lavoisier in Francia sarebbe salito sulla ghigliottina. Il politico e filosofo Edmund Burke, nelle sue “Riflessioni sulla Rivoluzione in Francia” (1790) collega i filosofi naturali, e in particolare Priestley, alla Rivoluzione francese, scrivendo che i radicali che hanno sostenuto la scienza in Gran Bretagna "considerano l'uomo nei loro esperimenti non più di quanto fanno con i topi in una pompa ad aria ". Alla luce di questo commento, il dipinto di Wright del uccello nella pompa d'aria, completato oltre venti anni prima, sembra particolarmente profetico.
A causa di questa rete di connessioni legate alla scienza, e di tutte le tensioni che ne vennero e che sono state illustrate dall'arte di Joseph Wright of Derby, il Derby Museum and Art Gallery, lungi dall'essere una semplice raccolta di dipinti, come il visitatore occasionale potrebbe immaginare, è un luogo molto significativo legato alla nascita della scienza moderna e dell'industria in tutto il mondo, tant'è che Birmingham, con la sua scienza e industria, è stata descritta come la “Silicon Valley del XVIII secolo”.

## Altre collezioni
Oltre alla collezione di Wright il museo possiede anche opere di William Frederick Austin, EE Clark, Harold Gresley, Alfred John Keene, George Bailey, Georg Holtzendorff, David Payne, George Turner, William Wood, Ernest Townsend, George Francis Yarnell, Samuel e Louise Rayner, Marion Adnams.

## Camera di Bonnie Principe Charlie
Esiste anche una replica della camera dove il principe Carlo Edoardo Stuart detto Bonnie Prince Charlie tenne il suo "consiglio di guerra" nel 1745, mentre si dirigeva a sud per conquistare la corona britannica. La pannellatura è quella originale dell'Exeter House, che era stata demolita nel 1854. Al momento della demolizione i pannelli vennero acquistati per il museo, che poi ottenne degli oggetti correlati come donazioni. Anche la regina Vittoria inviò una lettera originale di Bonnie Principe Charlie dalla propria collezione.

## Wright of Derby
Nel 2011 il Derby City Council ha annunciato che stava per utilizzare Joseph Wright of Derby come marchio della città di Derby. Allo stesso tempo, il Museo ha annunciato che stava "unendo le forze" con Wikipedia per migliorare la qualità delle sue informazioni. Nel febbraio 2011 i Musei, le biblioteche e gli archivi del City Council (MLA) annunciarono di aver aggiudicato lo status di “Designated” al Derby Museum and Art Gallery per le sue importanti mostre a livello nazionale di dipinti e disegni di Joseph Wright.